# الأمير موتشيهيتو
الأمير موتشيهيتو (باليابانية: 以仁王، بالروماجي: Mochihito-ō)، يعرف أيضاً بالأمير تاكاكورا، وميناموتو نو موتشيميتسو(1)، (توفي في يونيو 1180)، هو ابن الإمبراطور غو-شيراكاوا [الإنجليزية] في اليابان، إشتهر بدوره في بداية حرب غينبيه.

## حرب غينبيه
بعد تنحي الإمبراطور تاكاكورا [الإنجليزية] بدأت قبيلة تايرا بحركة تمردية لدعم الإمبراطور أنتوكو [الإنجليزية] ابن الإمبراطور تاكاكورا [الإنجليزية] من أم تنتمي لقبيلة تايرا والذي كان طفلا رضيعاً من أجل إعطائه لقب الإمبراطور ليزداد نفوذ وسيطرة القبيلة، في المقابل رأى الأمير موتشيهيرو، الأخ غير الشقيق للإمبراطور المتوفى من أم تنتمي لقبيلة فوجيوارا أحقيته بالحكم، في (مايو 1180) لجأ إلى قبيلة ميناموتو، التي يتزعمها ميناموتو نو يوريماسا ألذي بدوره إستنفر كافة محاربي القبيلة في اليابان، لتبدأ عندها حرب غينبيه بين قبيلتي ميناموتو وتايرا والتي استمرت خمس سنوات تقريباً، غيرت نتيجتها نظام الحكم الياباني إلى حكم عسكري (شوغون).
بعلمه بهذا وللتخلص من الأمير موتيشهيتو قبل أن يجمع جيشاً، أرسل تايرا نو كيوموري رجاله خلف الأمير الذي إختبأ في معبد ميديرا [الإنجليزية] في جبل هييه، لكنه إكتشف أن الرهبان المحاربين [الإنجليزية] في هذا الدير لا يمكنهم تقديم الدعم له لأسباب سياسية ومحاربي ميناموتو لا يمكنهم الوصول إليه في الوقت المناسب، لذا إضطر إلى الهرب مرة أخرى برفقة عدد من الرهبان المحاربين [الإنجليزية] حتى إلتقى مع قوة صغيرة من قبيلة ميناموتو بقيادة يوريماسا عبر نهر أوجي ثم تحصن الأمير في قاعة «آميدا-دو» في معبد بيودوين [الإنجليزية]، تم تخريب جزء من الجسر الواصل بين الضفتين لمنع قبيلة تايرا من العبور إلا أن قوات قبيلة تايرا ومن إنضم إليها من الرهبان المحاربين [الإنجليزية] الموالين لها وصلت ودارت معركة كبيرة، أجبر محاربي ميناموتو على الإنسحاب إلى قاعة «آميدا-دو» ومنهم رئيس القبيلة يوريماسا الذي إنتحر هناك بالسيبوكو، نجا الأمير موتشيهيرو من القتال لكن ألقي القبض عليه في طريق هربه وأعدم بعد فترة بسيطة في شهر (يونيو 1180)، مع ذلك استمرت الحرب بين القبيلتين، وتم إعتبار الطفل أنتوكو [الإنجليزية] إمبراطوراً في هذه الفترة من جهة قبيلة تايرا، بينما تمت إعادة الإمبراطور المنعزل غو-شيراكاوا [الإنجليزية] إلى الحكم خلال الحرب، لاحقاً مات الإمبراطور أنتوكو [الإنجليزية] وعمره لم يتجاوز الستة أعوام مع أمه وجدته في معركة دان-نو-أورا البحرية غرقاً بعد هزيمة قبيلة تايرا على يد ميناموتو نو يوشيتسونيه، ثم إنتقل الكرسي الإمبراطوري إلى غو-توبا [الإنجليزية] ذو الثلاثة أعوام وابن الإمبراطور تاكاكورا [الإنجليزية] أيضاً من أم تنتمي إلى عشيرة فوجيوارا بعد وفاة الإمبراطور غو-شيراكاوا [الإنجليزية].